# Urocystis trientalis
Urocystis trientalis är en svampart som först beskrevs av Berk. & Broome, och fick sitt nu gällande namn av B. Lindeb. 1959. Urocystis trientalis ingår i släktet Urocystis och familjen Urocystidaceae.   Inga underarter finns listade i Catalogue of Life.